# 丹佛鎮區 (內布拉斯加州亞當斯縣)
丹佛鎮區（英語：Denver Township）是位於美國內布拉斯加州亞當斯縣的一個行政鎮區。

## 地方資料
丹佛鎮區的面積為73.86平方千米，當中陸地面積為73.54平方千米，而水域面積為0.32平方千米。根據2020年美國人口普查的數據，當地共有人口966人，而人口密度為每平方千米13.08人。